# Leslie Gossage
Ernest Leslie Gossage (Liverpool, 3 februari 1891 – Sussex, 8 juli 1949) was een Britse officier van de Royal Flying Corps en de Royal Air Force (RAF). Hij diende zowel in de Eerste Wereldoorlog en de Tweede Wereldoorlog.

## Biografie
Gossage werd in 1912 als tweede luitenant toegevoegd aan de Royal Field Artillery.
Toen de Eerste Wereldoorlog uitbrak was Gossage steeds een tweede luitenant bij de Royal Field Artillery, waar hij het eerste oorlogsjaar verbleef. Op 12 mei 1915 werd hij toegelaten tot de Royal Flying Corps (RFC) waar hij als piloot werd toegevoegd aan de RFC-squadron nr. 6. Daar steeg hij snel in rang en was aan het einde van de oorlog een luitenant-kolonel. 
Op 5 september 1915 bereikte hij de rang van kapitein en flight commander van de RFC-squadron nr. 6. In 1916 volgde de promotie tot majoor en werd hem het commando gegeven over de No. 56 Squadron en nam later in dat jaar het commando over RFC-squadron nr. 8 over. In 1917 werd Gossage tot slot bevorderd tot luitenant-kolonel en kreeg het commando over de Royal Flying Corps’ 1st Wing.
Toen de Royal Air Force op 1 april 1918 werd opgericht ging Gossage mee over en werd benoemd tot Staff officer bij het Directoraat van Operaties en Intelligentie. Hij bleef voor de rest van zijn militaire carrière bij de RAF en bereikte in 1944 de rang van air marshal.
Na zijn pensioen van de reguliere dienst bij de Royal Air Force ging Gossage akkoord met een terugkeer om de rol van commandant Air Cadets op zich te nemen, na het pensioen van Air Commodore John Adrian Chamier. Hij bleef tot 1946 op deze post.

## Militaire loopbaan
Army
- Second Lieutenant: 19 juli 1912[2]
- Lieutenant: 9 juni 1915[2]
- Tijdelijk Captain: 5 september 1915[2]
- Major: 1 juni 1916[2]
- Captain: 8 augustus 1916[2]
- Tijdelijk Luitenant-kolonel: 5 december 1917[2]

RAF
- Tijdelijk Luitenant-kolonel:1 april 1918[2]
- Major: 1 april 1918[2]
- Squadron Leader: 1 augustus 1919[2]
- Waarnemend Wing Commander: 1 augustus 1919 - september 1919[2]
- Wing Commander: 1 januari 1921[2]
- Group Captain: 1 juli 1928[2]
- Waarnemend Commodore: 1 juli 1932[2]
- Air Vice Marshal: 1 januari 1936[2]
- Waarnemend Air Marshal: 9 februari 1940 (pd)[2]
- Tijdelijk Air Marshal: 1 juli 1940[2]
- Air Marshal: 1 januari 1943[2]
- Waarnemend Air Marshal: 1 februari 1944 (unpd)[2]

## Decoraties
- Military Cross op 30 maart 1916
- Orde van Voorname Dienst op 3 juni 1919
- Lid in de Orde van het Bad op 11 mei 1937
- Commandeur in de Koninklijke Orde van Victoria op  23 juli 1937
- Ridder Commandeur in de Orde van het Bad op 1 januari 1941
- Hij werd meerdere malen genoemd in de Dagorders. Dat gebeurde op:
  - 1 januari 1916
  - 11 december 1917
  - 31 december 1918
  - 11 juli 1919
  - 11 juli 1940